# Alive (Goldfrapp-låt)
"Alive" är en låt av den engelska elektroniska duon Goldfrapp, utgiven som den andra singeln från albumet Head First den 7 juni 2010. Låten skrevs och producerades av Alison Goldfrapp och Will Gregory med ytterligare produktion av Richard X. Singeln låg aldrig på någon nationell topplista, men lyckades däremot toppa Billboard-listan Hot Dance Club Songs (Goldfrapps femte singeletta på listan). 
Videon till låten regisserades av Legs och filmades över en dag. Regissörerna Legs (Geremy Jasper och Georgie Greville) valdes på begäran av Alison, som hade imponerats av deras arbete med Florence and the Machine-videon "Dog Days Are Over". Videon till "Alive" hade premiär online på Youtube den 20 maj 2010.

## Låtlistor och format
Brittisk promosingel
1. "Alive" (radio edit) – 3:00
2. "Alive" (instrumental) – 3:28

Brittisk 7"-vinylsingel (begränsad upplaga)
A. "Alive" – 3:28
B. "Alive" (Joakim Remix - Edit)
iTunes-EP
1. "Alive" – 3:28
2. "Alive" (Joakim Remix) – 6:31
3. "Alive" (Joakim NRG Dub) – 6:14
4. "Alive" (Tensnake Remix) – 7:23
5. "Alive" (Dave Audé Remix) – 7:57
6. "Alive" (Arno Cost Remix) – 8:24

## Listplaceringar
| Lista (2010)             | Högsta position |
| ------------------------ | --------------- |
| USA Hot Dance Club Songs | 1               |